# Indicator xanthonotus
Indicator xanthonotus là một loài chim trong họ Indicatoridae.